# فلوريان فابر
فلوريان فابر (بالفرنسية: Florian Fabre) (4 فبراير 1987 نيم فرنسا - ) هو لاعب كرة قدم فرنسي يلعب كلاعب وسط.

## روابط خارجية
- فلوريان فابر على موقع رابطة كرة القدم الفرنسية للمحترفين (الإنجليزية)
- فلوريان فابر على موقع قاعدة بيانات كرة القدم.إي يو (الإنجليزية)
- فلوريان فابر على موقع Soccerway.com (الإنجليزية)